# Lac-du-Cerf
Lac-du-Cerf è un comune del Canada, situato nella provincia del Québec, nella regione di Laurentides.